# Муранська Здихава
Муранська Здихава (словац. Muránska Zdychava) — село, громада в окрузі Ревуца, Банськобистрицький край, Словаччина. Населення — 248 осіб (на 31 грудня 2017 р.).  Протікає річка Здихава.
Вперше згадується в 1427 році.

## Населення
| Рік:            | 1994. | 2004.   | 2014.    | 2024.   |
| --------------- | ----- | ------- | -------- | ------- |
| Кількість осіб: | 304   | 293     | 250      | 218     |
| Різниця:        |       | -3,61 % | -14,67 % | -12,8 % |

| Рік:            | 2023. | 2024.   |
| --------------- | ----- | ------- |
| Кількість осіб: | 219   | 218     |
| Різниця:        |       | -0,45 % |